# Ishavsgråsuggor
Ishavsgråsuggor (Chaetilidae) är en familj av kräftdjur som beskrevs av James Dwight Dana 1849. Ishavsgråsuggor ingår i ordningen gråsuggor och tånglöss, klassen storkräftor, fylumet leddjur och riket djur.
Familjen innehåller bara släktet Saduria.